# بخمل احمد زیی
بخمل احمد زیی (به انگلیسی: Bakhmal Ahmed Zai) یک شهرک در پاکستان است که در ناحیه لکی واقع شده‌است.